# (470) Kilia
(470) Kilia es un asteroide perteneciente al cinturón de asteroides descubierto el 21 de abril de 1901 por Luigi Carnera desde el observatorio de Heidelberg-Königstuhl, Alemania.
Está nombrado por la forma en latín de Kiel, una ciudad del norte de Alemania.